# Daniel von Bargen
Daniel von Bargen (* 5. Juni 1950 in Cincinnati, Ohio; † 1. März 2015 in Montgomery, Ohio) war ein US-amerikanischer Schauspieler.

## Leben
Daniel von Bargen wurde in Cincinnati geboren und studierte Schauspiel an der Purdue University. Er wirkte mehrere Jahre am Trinity Repertory Theatre in Providence, Rhode Island. Sein Broadway-Debut gab er 1989 in Larry Gelbarts Mastergate, in dem er den Offizier Major Manley Battle darstellte. Später folgten Auftritte in einigen Off-Broadway-Produktionen wie Macbeth, Beggars in a House of Plenty, Angel of Death und The Treatment.
In Film und Fernsehen spielte er meist Polizisten oder Offiziere. 1991 besetzte ihn Jonathan Demme in der Literaturverfilmung Das Schweigen der Lämmer als Mitglied eines SWAT-Teams. In der Folge erhielt von Bargen zahlreiche Rollen in Filmen wie Company Business, Schatten und Nebel, Basic Instinct, RoboCop 3 und Die Wiege der Sonne. 1993 trat er erneut unter der Regie von Jonathan Demme im AIDS-Drama Philadelphia als Sprecher einer Geschworenenjury auf.
Bekannt wurde von Bargen auch durch seine Rolle als Kommandant Edwin Spangler in der Fernsehserie Malcolm mittendrin, als Air-Force-General Ken Shannon in The West Wing – Im Zentrum der Macht, in Für alle Fälle Amy als Richter sowie als Sheriff Cooley in O Brother, Where Art Thou? – Eine Mississippi-Odyssee. Außerdem verkörperte er 1998 in dem Teenie-Horrorfilm The Faculty einen Lehrer. Er stand daneben als Kruger in Seinfeld und als Jacob Steven Haley in Akte X – Die unheimlichen Fälle des FBI vor der Kamera.
Am 22. Februar 2012 berichtete die US-Website TMZ.com, dass sich von Bargen, der an schwerem Diabetes litt, bei einem offensichtlichen Suizidversuch in die Schläfe geschossen habe. Anschließend tätigte er selbst einen Notruf, woraufhin er von einem Rettungsdienst ins Krankenhaus gebracht wurde. Am 1. März 2015 starb von Bargen an den Folgen seiner Diabetes-Erkrankung im Alter von 64 Jahren in Montgomery, Ohio.

## Filmografie (Auswahl)
- 1976: Visions (Fernsehserie, 1 Episode)
- 1979: Der scharlachrote Buchstabe (The Scarlet Letter, Fernsehserie, 1 Episode)
- 1983: The Dean of Thin Air
- 1985: Das Recht zu töten (Right to Kill?, Fernsehfilm)
- 1985, 1986: Spenser (Fernsehserie, 2 Episoden)
- 1999: H.E.L.P. – Das Rettungsteam im Einsatz (H.E.L.P., Fernsehserie, 1 Episode)
- 1991: Das Schweigen der Lämmer (The Silence of the Lambs)
- 1991: Company Business
- 1991: Complex World
- 1991: Schatten und Nebel (Shadows and Fog)
- 1992: Basic Instinct
- 1993: RoboCop 3
- 1993: Die Wiege der Sonne (Rising Sun)
- 1993: Philadelphia
- 1994: I.Q. – Liebe ist relativ (I.Q.)
- 1995: Crimson Tide – In tiefster Gefahr (Crimson Tide)
- 1995: Lord of Illusions
- 1996: Operation: Broken Arrow (Broken Arrow)
- 1996: Davor und danach (Before and After)
- 1996: Thinner – Der Fluch (Thinner)
- 1997: Die Akte Jane (G.I. Jane)
- 1997: Echt blond (The Real Blonde)
- 1997: Amistad
- 1997: Postman (The Postman)
- 1997–1998: Seinfeld (Fernsehserie, 4 Episoden)
- 1998: Akte X – Die unheimlichen Fälle des FBI (The X-Files, Fernsehserie, 1 Episode)
- 1998: Zivilprozess (A Civil Action)
- 1998: The Faculty
- 1999: Wehrlos – Die Tochter des Generals (The General’s Daughter)
- 1999: Universal Soldier – Die Rückkehr (Universal Soldier – The Return)
- 1999: Schnee, der auf Zedern fällt (Snow Falling on Cedars)
- 2000: Blessed Art Thou
- 2000: O Brother, Where Art Thou? – Eine Mississippi-Odyssee (O Brother, Where Art Thou?)
- 2000: Shaft – Noch Fragen? (Shaft)
- 2000: The Kid – Image ist alles (The Kid)
- 2000: The West Wing – Im Zentrum der Macht (The West Wing, 1 Episode)
- 2000–2002: Malcolm mittendrin (Malcolm in the Middle, Fernsehserie, 15 Episoden)
- 2001: Ally McBeal (Fernsehserie, 1 Episode)
- 2001: Super Troopers – Die Superbullen (Super Troopers)
- 2001: Für alle Fälle Amy (Judging Amy, Fernsehserie, 1 Episode)
- 2001: Trigger Happy
- 2001: The Majestic
- 2002: Coastlines
- 2002: S1m0ne
- 2003: Artworks
- 2003: Without a Trace – Spurlos verschwunden (Without a Trace, Fernsehserie, 1 Episode)
- 2004: Dead Horse
- 2005: Drip
- 2006: Dinge, die von Bäumen hängen (Things That Hang from Trees)
- 2009: London Betty